# Vogatsikó
Vogatsikó (Vogatsiko) är en ort i Grekland.   Den ligger i prefekturen Nomós Kastoriás och regionen Västra Makedonien, i den norra delen av landet, 300 km nordväst om huvudstaden Aten. Vogatsikó ligger 778 meter över havet och antalet invånare är 543.
Terrängen runt Vogatsikó är kuperad åt nordost, men åt sydväst är den platt. Runt Vogatsikó är det glesbefolkat, med 19 invånare per kvadratkilometer. Närmaste större samhälle är Árgos Orestikó, 11,1 km väster om Vogatsikó. Trakten runt Vogatsikó består till största delen av jordbruksmark.